# 虹の都
「虹の都」（にじのみやこ）は、カブキロックスの楽曲。同グループ2枚目のシングルとして1990年8月21日にアポロンから発売された。作詞は有村一番、作曲は青木秀麻呂、編曲はカブキロックスと佐藤宣彦がそれぞれ手掛けている。

## 概要
シングルと同日に発売されたアルバム『KABUKI-ROCKS』にも収録されている。イントロ部分から曲全般を通してエレキギターが前面に押し出される構成となっている。間奏、サビ直前などにおいてこれは顕著に現れる。またイントロ、エンド部分における畳み掛けるドラムスも大きな特徴である。
アニメ『ドラゴンクエスト』の二代目エンディング主題歌として1990年8月11日放送分の27話から32話まで流された。イントロ部分に次回予告、歌の終わった後にはSEが入る。歌詞は1番のものが使用されている。氏神の名前表記は有村一番とクレジットされている。ビデオクリップ集『K-lips（クリップス）』にも収録されており、当時最新の技術であったCGをふんだんに使った映像が作られた。制作は高城剛。
カブキロックスはこの曲で『夜のヒットスタジオ』に出演した。このときのアレンジはCD版とは異なっていた。演奏が終わるところでこの日共演したデーモン小暮が氏神一番の振り付けを真似てポーズを決めている姿が映し出された。
最終的な売上は27万枚を記録。

## 収録曲
| 全作曲: 青木秀麻呂、全編曲: カブキロックス・佐藤宣彦。 |                                                                           |            |            |      |
| #                                                      | タイトル                                                                  | 作詞       | 作曲・編曲 | 時間 |
| 1.                                                     | 「虹の都」(テレビアニメ『ドラゴンクエスト』第一部2代目エンディングテーマ) | 有村一番   | 青木秀麻呂 | 4:23 |
| 2.                                                     | 「スーサイド・ゲーム」(映画『1990牡丹灯篭』主題歌)                        | 青木秀麻呂 | 青木秀麻呂 | 4:17 |
| 合計時間:                                              | 合計時間:                                                                 | 合計時間:  | 8:04       |      |

## 収録アルバム
| 曲名   | アルバム         | 発売日        | 備考                  |
| ------ | ---------------- | ------------- | --------------------- |
| 虹の都 | 『KABUKI-ROCKS』 | 1990年6月21日 | 1stオリジナルアルバム |